# 데반 나이르
쳉가라 비틸 데반 네어(Chengara Veetil Devan Nair, 1923년 8월 5일 ~ 2005년 12월 6일)는 싱가포르 부통령 겸 대통령 권한대행을 거쳐 싱가포르 제3대 대통령을 지낸 싱가포르의 정치인이다.

## 생애
영국령 인도 제국 케랄라 주 탈라세리에서 출생하였고 말레이시아 믈라카주 믈라카에서 성장한 그의 종교는 힌두교이다.
일찍이 싱가포르 인민행동당에 가입한 그는 1957년 인도 시민권을 포기와 동시에 말레이시아 시민권을 취득하였으며 이후 1965년 말레이시아 시민권을 포기와 동시에 싱가포르 시민권을 취득하였고 싱가포르 부통령 재직 시기에 벤저민 헨리 시어즈 당시 싱가포르 제2대 대통령이 병으로 서거하자 1981년 5월 싱가포르 대통령 권한대행이 되었으며 5개월 후 1981년 10월 싱가포르 대통령에 취임할 시기부터 1985년 3월 퇴임할 때까지 싱가포르 제3대 대통령으로 재임하였는데 그 시기에는 당시 리콴유 총리가 실권하였다.
2005년 12월 6일 캐나다 온타리오주 해밀턴에서 향년 82세로 별세하였다.

## 학력
- 말레이시아 말라야 대학교 노동행정학과 학사

| 전임 벤저민 헨리 시어스 (권한대행)여김셍 | 제3대 싱가포르의 대통령 1981년 10월 23일 ~ 1985년 3월 28일 | 후임 (권한대행)위전진 (권한대행)여김셍 위킴위 |

| 전임 여김셍 | 싱가포르의 국가 원수 1981년 10월 23일 ~ 1985년 3월 28일 | 후임 위전진 |